# Toulgoetinaclia obliquipuncta
Toulgoetinaclia obliquipuncta là một loài bướm đêm thuộc phân họ Arctiinae, họ Erebidae.